# Jabuke (gmina Danilovgrad)
Jabuke (cyr. Јабуке) – wieś w Czarnogórze, w gminie Danilovgrad. W 2011 roku liczyła 26 mieszkańców.